# Согорки (Семигородний сельсовет)
Со́горки — посёлок в Вологодской области России, при впадении Пульченги в Сямжену.
В рамках организации местного самоуправления входит в состав Ногинского (с 2006 до 2015 гг. Житьёвского) сельского поселения Сямженского муниципального района, с точки зрения административно-территориального устройства области — в Семигородний сельсовет Харовского района.
Расстояние до центра муниципального образования Житьёва по прямой — 16 км. Ближайшие населённые пункты — Шестаковская, Пилигино, Гузяево.
Посёлок расположен на 66 км Семигородней узкоколейной железной дороги, построенной в середине XX века. По некоторым данным, он не был, как другие посёлки, основан при строительстве дороги, а существовал и ранее. Хотя он находится на территории Сямженского района, долгое время он, как и все остальные лесозаготовительные посёлки на УЖД, относился к Семигороднему сельсовету Харовского района. С 1 января 2006 года посёлок вошёл в состав Житьёвского сельского поселения Сямженского района, с точки зрения АТД продолжая входить в Семигородний сельсовет.
До конца XX века посёлок был связан с другими населёнными пунктами только по УЖД, в 2001 году было открыто автобусное сообщение с Сямжей. К 2002 году прекратилась заготовка леса, а с ней и движение по железной дороге.
По переписи 2002 года население — 225 человек (111 мужчин, 114 женщин). Преобладающая национальность — русские (96 %).